# パラサイト・バイティング 食人草
『パラサイト・バイティング 食人草』（パラサイト・バイティング しょくじんくさ、原題：The Ruins）は、2008年のオーストラリアとアメリカ合衆国の合作により製作・公開されたホラー映画。カーター・スミス監督の劇場長編デビュー作、ジョナサン・タッカー、ジェナ・マローンほか共演。スコット・スミスの小説『ルインズ 廃墟の奥へ』の映画化作品であり、古代マヤ文明の遺跡を踏み入れた旅行者たちを襲う謎の食人草の恐怖を描く。R15+指定。

## ストーリー
メキシコで休暇を楽しむ2組のアメリカ人カップルはドイツ人の青年マティアスとギリシャ人の男ディミトリと出会い、マヤ文明の神殿に足を運ぶ。ディミトリが警戒してきた現地住民に射殺され、残りの5名も他の住民たちに囲まれる。その時、圏外のはずの携帯電話の着信音が鳴りだした。だが、それは携帯電話の鳴きまねをした“蔦”だった。

## キャスト
| 役名       | 俳優                       | 日本語吹き替え |
| ---------- | -------------------------- | -------------- |
| エイミー   | ジェナ・マローン           | MAI            |
| ジェフ     | ジョナサン・タッカー       | 風間秀郎       |
| ステイシー | ローラ・ラムジー           | 花村さやか     |
| エリック   | ショーン・アシュモア       | 坂詰貴之       |
| マティアス | ジョー・アンダーソン       | 佐久田修       |
| ディミトリ | ディミトリー・ベイヴィーズ | 青木強         |

## スタッフ
- 監督：カーター・スミス
- 製作：クリス・ベンダー、スチュアート・コーンフェルド、ジェレミー・クレイマー
- 製作総指揮：ゲイリー・バーバー、ロジャー・バーンボーム、トリッシュ・ホフマン、ベン・スティラー
- 原作：スコット・スミス『ルインズ 廃墟の奥へ』（扶桑社刊）
- 脚本：スコット・B・スミス
- 撮影：ダリウス・コンジ
- プロダクションデザイン：グラント・メイジャー
- 衣装デザイン：リジー・ガーディナー
- 編集：ジェフ・ベタンコート
- 音楽：グレーム・レヴェル

## 日本語版DVD
日本では劇場未公開。2010年2月5日に角川エンタテインメントよりスペシャル・エディションDVD（DWBF-10179）が発売されている。2011年8月11日にパラマウント・ホーム・エンタテインメント・ジャパンより再び発売（DHNE-113625）されている。
- カーター・スミス監督、編集者ジェフ・ベタンコートによる音声解説
- メイキング
- 忍び寄る死
- 遺跡の建設
- 未公開シーン
- 劇場版予告